# العلاقات السيراليونية اللاوسية
العلاقات السيراليونية اللاوسية هي العلاقات الثنائية التي تجمع بين سيراليون ولاوس.

## مقارنة بين البلدين
هذه مقارنة عامة ومرجعية للدولتين:
| وجه المقارنة                                              | سيراليون       | لاوس        |
| --------------------------------------------------------- | -------------- | ----------- |
| المساحة (كم2)                                             | 71.74 ألف      | 236.80 ألف  |
| عدد السكان (نسمة)                                         | 7.56 مليون     | 6.86 مليون  |
| الكثافة السكانية (ن./كم²)                                 | 105.38         | 28.97       |
| العاصمة                                                   | فريتاون        | فيينتيان    |
| اللغة الرسمية                                             | لغة إنجليزية   | اللغة اللاو |
| العملة                                                    | ليون سيراليوني | كيب لاوي    |
| الناتج المحلي الإجمالي (بليون دولار)                      | 3.77 مليار     | 16.85 مليار |
| الناتج المحلي الإجمالي (تعادل القوة الشرائية) بليون دولار | 10.13 مليار    | 38.71 مليار |
| الناتج المحلي الإجمالي الاسمي للفرد دولار أمريكي          | 653            | 1.82 ألف    |
| الناتج المحلي الإجمالي للفرد دولار أمريكي                 | 1.97 ألف       |             |
| مؤشر التنمية البشرية                                      | 0.413          | 0.575       |
| رمز المكالمات الدولي                                      | +232           | +856        |
| رمز الإنترنت                                              | .sl            | .la         |
| المنطقة الزمنية                                           | 00             | ت ع م+07:00 |

## منظمات دولية مشتركة
يشترك البلدان في عضوية مجموعة من المنظمات الدولية، منها:
| علم المنظمة | اسم المنظمة                        | تاريخ انضمام سيراليون | تاريخ انضمام لاوس |
| ----------- | ---------------------------------- | --------------------- | ----------------- |
|             | مؤسسة التنمية الدولية              | 13 نوفمبر 1962        | 28 أكتوبر 1963    |
|             | مؤسسة التمويل الدولية              | 10 سبتمبر 1962        | 29 يناير 1992     |
|             | منظمة حظر الأسلحة الكيميائية       | ?                     | ?                 |
|             | الأمم المتحدة                      | 27 سبتمبر 1961        | 14 ديسمبر 1955    |
|             | منظمة الشرطة الجنائية الدولية      | ?                     | ?                 |
|             | البنك الدولي للإنشاء والتعمير      | 10 سبتمبر 1962        | 5 يوليو 1961      |
|             | وكالة ضمان الاستثمار متعدد الأطراف | 20 يونيو 1996         | 5 أبريل 2000      |
|             | يونسكو                             | 28 مارس 1962          | 9 يوليو 1951      |